# Denantes
‌
Denantes est une entreprise française fondée en 1723 à Voiron (Isère). Elle est spécialisée dans le linge, la décoration, la literie, le mobilier et les moquettes.

## Histoire
En 1723, la société est créée sous le nom de Jacques Denantes Père et Fils.
Les tissages Denantes sont installés à Voiron en Isère.
Denantes fabrique pour les professionnels des linges de maison depuis douze générations.
En 2023, l’entreprise célèbre ses 300 ans d’existence.